# رولف مایر

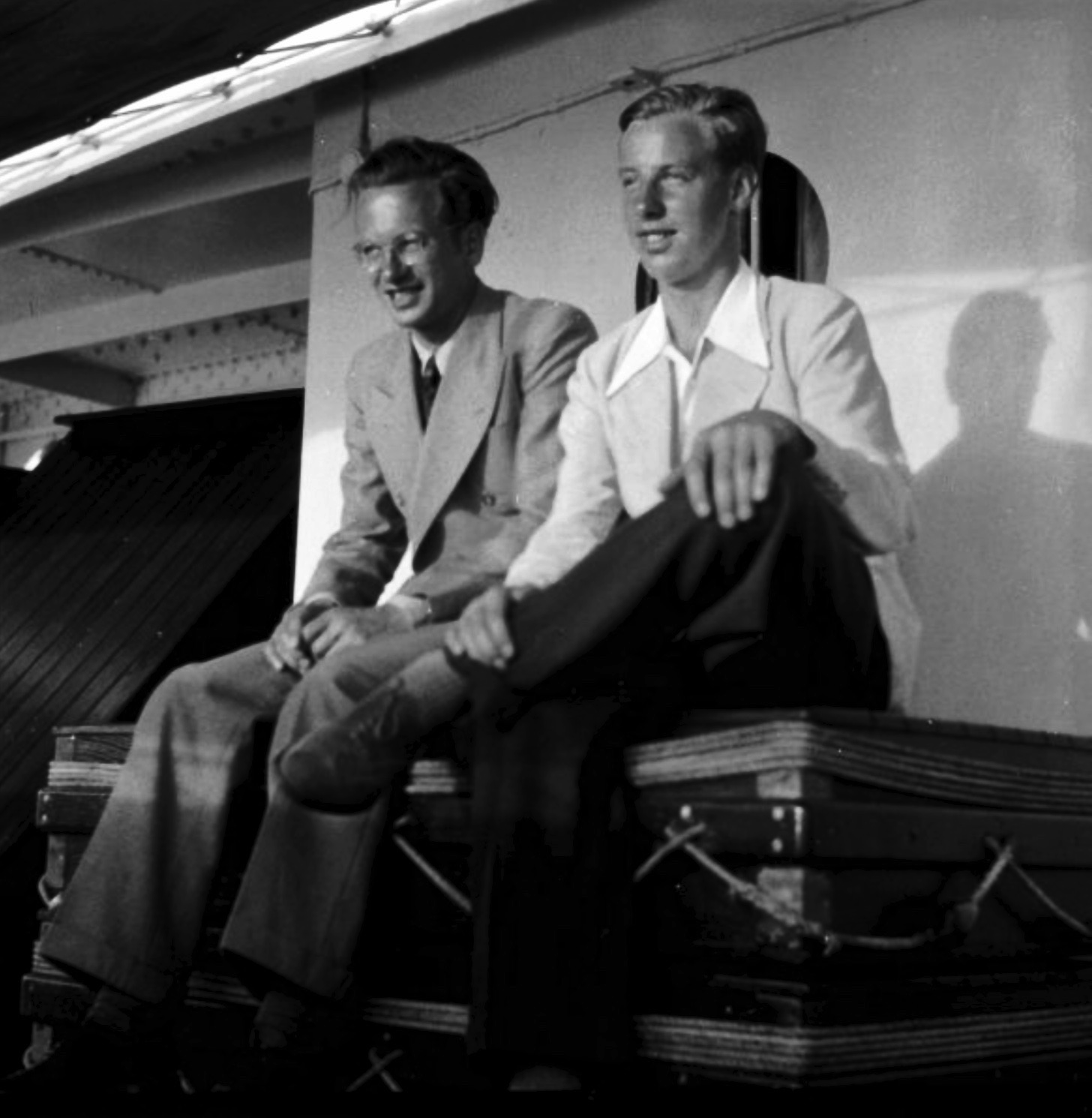
رولف مایر فیلم نامه نویس، تهیه کننده فیلم و کارگردان فیلم اهل آلمان

رولف مایر (آلمانی: Rolf Meyer؛ ۱۲ نوامبر ۱۹۱۰ – ۳ فوریه ۱۹۶۳) فیلم‌نامه‌نویس، تهیه‌کننده فیلم و کارگردان فیلم اهل آلمان بود.
وی کارگردان فیلم‌هایی همچون ملکه آرنا بوده‌است.